# Pavel Mintyukov
Pavel Mintyukov (Moscú, Rusia, 25 de noviembre de 2003) es un jugador profesional ruso de hockey sobre hielo que se desempeña en la posición de defensor izquierdo en Anaheim Ducks, equipo de la National Hockey League (NHL).

## Carrera
Fue seleccionado en la primera ronda en la NHL Entry Draft de 2022. En 2023 hizo su debut profesional con el equipo Anaheim Ducks, donde lleva jugando dos temporadas.